# Paea
Paea ist eine Gemeinde in Französisch-Polynesien mit 12.756 Einwohnern (Stand: 2022). Sie liegt im Südwesten der Insel Tahiti. Auf ihrer Gemarkung steht der 1501 Meter hohe Mont Mahutaa.